# Tanya Allen
Tanya Allen (Toronto, 1975) es una actriz canadiense de cine y televisión. Ganó un premio Gemini por su trabajo en la televisión canadiense. Su debut en cine ocurrió en 1997 en la película Regeneration. En 1994 debutó en la televisión en la serie Kung Fu: The Legend Continues, específicamente en el capítulo "Only the Strong Survive".

## Filmografía

### Cine
| Año  | Título                     | Rol           | Notas            |
| ---- | -------------------------- | ------------- | ---------------- |
| 1997 | Regeneration               | Sarah         | Behind the Lines |
| 1998 | Clutch                     | Theresa       |                  |
| 1999 | Tail Lights Fade           | Angie         |                  |
| 2001 | Wish You Were Dead         | Tanya Rider   |                  |
| 2002 | Liberty Stands Still       | May           |                  |
| 2002 | Lone Hero                  | Sharon        |                  |
| 2002 | Fancy Dancing              | Karen         |                  |
| 2004 | Chicks with Sticks         | Kate Willings |                  |
| 2005 | Happy Is Not Hard to Be    | Ruth          |                  |
| 2006 | Silent Hill                | Anna          |                  |
| 2009 | The Grind                  | Courtney      |                  |
| 2010 | Magic                      | Tammi         |                  |
| 2011 | Deadline: Medium Rare      | Madre         | Corto            |
| 2013 | Dose of Reality            | Alana         |                  |
| 2013 | Meltdown on the Ice Planet | Narradora     |                  |

### Televisión
| Año       | Título                                      | Rol               | Notes                              |
| --------- | ------------------------------------------- | ----------------- | ---------------------------------- |
| 1993      | Spenser: Ceremony                           | April Kyle        |                                    |
| 1994      | Kung Fu: The Legend Continues               | Jennifer Newley   | "Only the Strong Survive"          |
| 1994      | Ultimate Betrayal                           | Beth              |                                    |
| 1994      | Side Effects                                | Claire Edwards    | "Superman"                         |
| 1994      | Lives of Girls & Women                      | Del Jordan        |                                    |
| 1995      | The Great Defender                          | Mary Ann McDonald | "Piloto"                           |
| 1996      | TekWar                                      | Tina              | "The Gate"                         |
| 1996      | Lyddie                                      | Lyddie Worthen    |                                    |
| 1996      | The Morrison Murders: Based on a True Story | Kimberly Granger  |                                    |
| 1996–97   | The Newsroom                                | Audrey            |                                    |
| 1997      | Platinum                                    | Astrid Kirsh      |                                    |
| 1998      | White Lies                                  | Erina Baxter      |                                    |
| 1998      | The Outer Limits                            | Lisa              | "Fear Itself"                      |
| 1998      | The Adventures of Shirley Holmes            |                   | "The Case of the Ten Dollar Thief" |
| 2000      | Nature Boy                                  | Anna Jacobson     |                                    |
| 2000–2004 | Starhunter                                  | Percy Montana     |                                    |
| 2001      | The Outer Limits                            | Amy Barrett       | "Patient Zero"                     |
| 2006      | Firestorm: Last Stand at Yellowstone        | Annie Calgrove    |                                    |
| 2015      | The Strain                                  | Sarah             | "BK, NY"                           |
| 2017      | Starhunter Transformation                   | Percy Montana     |                                    |